# 3705 Готельласилья
3705 Готельласилья (3705 Hotellasilla) — астероїд головного поясу, відкритий 4 березня 1984 року.
Тіссеранів параметр щодо Юпітера — 3,191.